# Gunnar Bentz
Joseph Gunnar Bentz (Atlanta, 3 januari 1996) is een Amerikaanse zwemmer. Hij vertegenwoordigde zijn vaderland op de Olympische Zomerspelen 2016 in Rio de Janeiro.

## Carrière
Bentz won goud op de 200 en de 400 meter wisselslag tijdens de wereldkampioenschappen zwemmen jeugd 2013 in Dubai.
Bij zijn internationale seniorendebuut, op de Pan-Amerikaanse Spelen 2015 in Toronto, veroverde de Amerikaan de bronzen medaille op de 200 meter wisselslag. Op 4×200 meter vrije slag legde hij samen met Michael Weiss, Michael Klueh en Darian Townsend de zilveren medaille in de wacht.
Op de 2016 US Olympic Trials in Omaha (Nebraska) kwalificeerde Bentz zich, op de 4×200 meter vrije slag, voor de Olympische Zomerspelen 2016 in Rio de Janeiro. In Brazilië zwom hij samen met Clark Smith, Jack Conger en Ryan Lochte in de series, in de finale werd Lochte samen met Conor Dwyer, Townley Haas en Michael Phelps olympisch kampioen. Voor zijn aandeel in de series werd Bentz beloond met eveneens de gouden medaille.
Op de wereldkampioenschappen kortebaanzwemmen 2018 in Hangzhou strandde hij in de series van de 200 meter wisselslag.

## Internationale toernooien
| Jaar | Olympische Spelen                              | WK langebaan                              | WK kortebaan                              | PanPacs                                   | Pan-Amerikaanse Spelen                    |
| ---- | ---------------------------------------------- | ----------------------------------------- | ----------------------------------------- | ----------------------------------------- | ----------------------------------------- |
| 2015 |                                                | geen deelname                             |                                           |                                           | 200m wisselslag · 4×200m vrije slag       |
| 2016 | 4×200m vrije slag · Bentz zwom enkel de series |                                           | geen deelname                             |                                           |                                           |
| 2017 |                                                | geen deelname                             |                                           |                                           |                                           |
| 2018 |                                                |                                           | 14e 200m wisselslag                       | geen deelname                             |                                           |
| 2019 |                                                | geen deelname                             |                                           |                                           | geen deelname                             |
| 2020 | Geen toernooien vanwege de coronapandemie      | Geen toernooien vanwege de coronapandemie | Geen toernooien vanwege de coronapandemie | Geen toernooien vanwege de coronapandemie | Geen toernooien vanwege de coronapandemie |
| 2021 | 24 juli-1 augustus                             |                                           | 13-18 december                            |                                           |                                           |

## Persoonlijke records
Bijgewerkt tot en met 25 juli 2020
Kortebaan
| Afstand          | Tijd    | Datum            | Plaats    |
| ---------------- | ------- | ---------------- | --------- |
| 200m vlinderslag | 1.51,85 | 22 november 2020 | Boedapest |
| 200m wisselslag  | 1.54,10 | 21 november 2020 | Boedapest |
| 400m wisselslag  | 4.03,31 | 22 november 2020 | Boedapest |

Langebaan
| Afstand          | Tijd    | Datum        | Plaats |
| ---------------- | ------- | ------------ | ------ |
| 200m vrije slag  | 1.47,33 | 28 juni 2016 | Omaha  |
| 200m vlinderslag | 1.55,34 | 16 juni 2021 | Omaha  |
| 200m wisselslag  | 1.58,23 | 29 juli 2018 | Irvine |
| 400m wisselslag  | 4.13,67 | 26 juni 2016 | Omaha  |

## Tankstationincident
Op 14 augustus 2016 bracht de New York Times het nieuws naar buiten dat Bentz samen met Amerikaanse olympische zwemmers Jack Conger, Ryan Lochte en Jimmy Feigen slachtoffer was van een gewapende roofoverval bij een tankstation. Uit politieonderzoek bleek echter dat de zwemmers de overval verzonnen hadden. Camerabeelden van een tankstation lieten zien dat de vier Amerikanen zelf vernielingen aanrichtten en daarna een conflict kregen met de bewakers van het tankstation. Uit beelden van de beveiligingscamera's van het olympische dorp bleek dat de vier zwemmers onaangedaan en in het bezit van hun waardevolle spullen waren teruggekeerd. Op 18 augustus 2016 werden Conger en Bentz vlak voor hun vertrek uit het vliegtuig gehaald door de Braziliaanse federale politie, Ryan Lochte was op dat moment al teruggevlogen naar de VS. Jimmy Feigen betaalde 11.000 dollar aan een goed doel (het Reaction Institute, een Braziliaans goed doel dat arme kinderen in staat stelt te sporten), om onder verdere vervolging uit te komen. Het incident zorgde wereldwijd voor grote verontwaardiging. Op 8 september 2016 werd bekend dat Bentz vier maanden geschorst werd voor zijn aandeel in het tankstationincident.